# Régiment parachutiste (Royaume-Uni)
Le Régiment parachutiste, en anglais Parachute regiment, communément appelé Paras, est un régiment d'infanterie aéroporté de l'armée britannique. Le premier bataillon est en permanence sous le commandement des Forces Spéciales. Les autres bataillons font partie de la composante réponse rapide de l'Armée britannique. Les Paras sont la seule unité d'infanterie à ne pas avoir été fusionnée avec une autre unité depuis la fin de la Seconde Guerre mondiale.
Le régiment de parachutistes a été constitué le 22 juin 1940, pendant la Seconde Guerre mondiale. Il participe à six opérations, en Afrique du Nord, en Italie lors de la campagne d'Italie mais également en Grèce lors de la guerre civile grecque, en France lors de l’opération Tonga, aux Pays-Bas lors de l'opération Market Garden mais ils participèrent aussi à l'opération Varsity en Allemagne.
À la fin de la Seconde Guerre mondiale, le régiment est réduit de 17 à 3 bataillons. Il participe par la suite aux opérations à Suez, Chypre, Bornéo, Aden, en Irlande du Nord, aux îles Malouines, dans les Balkans, au Sierra Leone, en Irak et en Afghanistan.

## Histoire

### Seconde Guerre mondiale

#### Création

Des troupes parachutistes en exercice à Norwich le 23 juin 1941.

Il est généralement admis que le jour de création de la branche aéroportée de l’armée britannique est le 22 juin 1940. C’est en effet à cette date que Winston Churchill demande la création d’une unité aéroportée, composée d’au moins cinq mille parachutistes. Néanmoins, le Ministère de l’air avait créé auparavant une école de parachutisme à l’aéroport de Manchester. La constitution de la nouvelle unité y commence à partir du 24 juin. Le major John Rock, qui s’est vu confier la mission de mettre cette troupe sur pied, récupère quelques vieux bombardiers Whitley et se voit assigner le 2e commando tout juste formé pour en faire une unité parachutiste. Les Britanniques n’ayant aucune expérience en matière de parachutisme, l’équipement et les techniques restent à ce stade expérimentaux : le premier largage a lieu le 13 juillet 1940. Quelques jours plus tard, le 25 juillet, l’unité compte son premier mort à la suite d’un accident causé par un parachute défectueux.
Le 21 novembre 1940, l’unité est renommée 11 Special Air Service Battalion et se voit doter sur le papier un groupe de planeurs, mais aucun appareil n’est mis à disposition pour mettre sur pied ce dernier. Le premier largage de guerre a lieu le 7 février 1941 lors de l’Opération Colossus, dont l’objectif est la destruction de l’aqueduc de Tragino. Malgré la capture de l’ensemble des soldats parachutées, l’opération est considérée comme un succès et entraîne la création d’une brigade, dont le 11 SAS devient le premier bataillon, deux autres bataillons étant formés ex nihilo en prélevant des volontaires d’autres unités.
À la suite de l’invasion de la Crète par des parachutistes allemands, Churchill réclame dès le mois de mai l’élargissement des troupes aéroportées britanniques, ce qui est fait en octobre avec la création de première division aéroportée, dont la première brigade est opérationnelle au milieu de l’année 1942. L’ensemble de ces unités prend le nom de Parachute Regiment en avril et est rattaché à une nouvelle branche de l’armée de terre, l’Army Air Corps. Parallèlement, le groupe de planeur du 11 SAS prend une existence plus substantielle le 10 octobre 1941, lorsque le 31st Independent Brigade Group devient le 1st Air-Landing Brigade Group et que le Glider Pilot Regiment est fondé en décembre pour former les pilotes des planeurs. Le premier assaut par planeurs aura lieu en Norvège le 19 novembre 1942 au cours de l’Opération Freshman. Celle-ci est considérée comme une réussite montrant la possibilité de telles opérations, bien qu’aucun des objectifs n’ait été atteint, l’ensemble des soldats engagés ayant été tués dans l’écrasement des planeurs ou assassinés par la Wehrmacht et la Gestapo après leur capture.

#### Théâtre méditerranéen
La division est engagée pour la première fois le 12 novembre 1942, lorsque son 3e bataillon est parachuté sur l’aéroport d’Annaba, alors appelé Bône, en Afrique du Nord, dont il s’empare sans combat.

#### Ardennes
Le 16 décembre 1944, l'Armée allemande lance une offensive surprise, la bataille des Ardennes. La 6e Division aéroportée est envoyée en Belgique le 22 décembre pour arrêter l'offensive.

### Lutte contre les groupes rebelles (1945-1977)

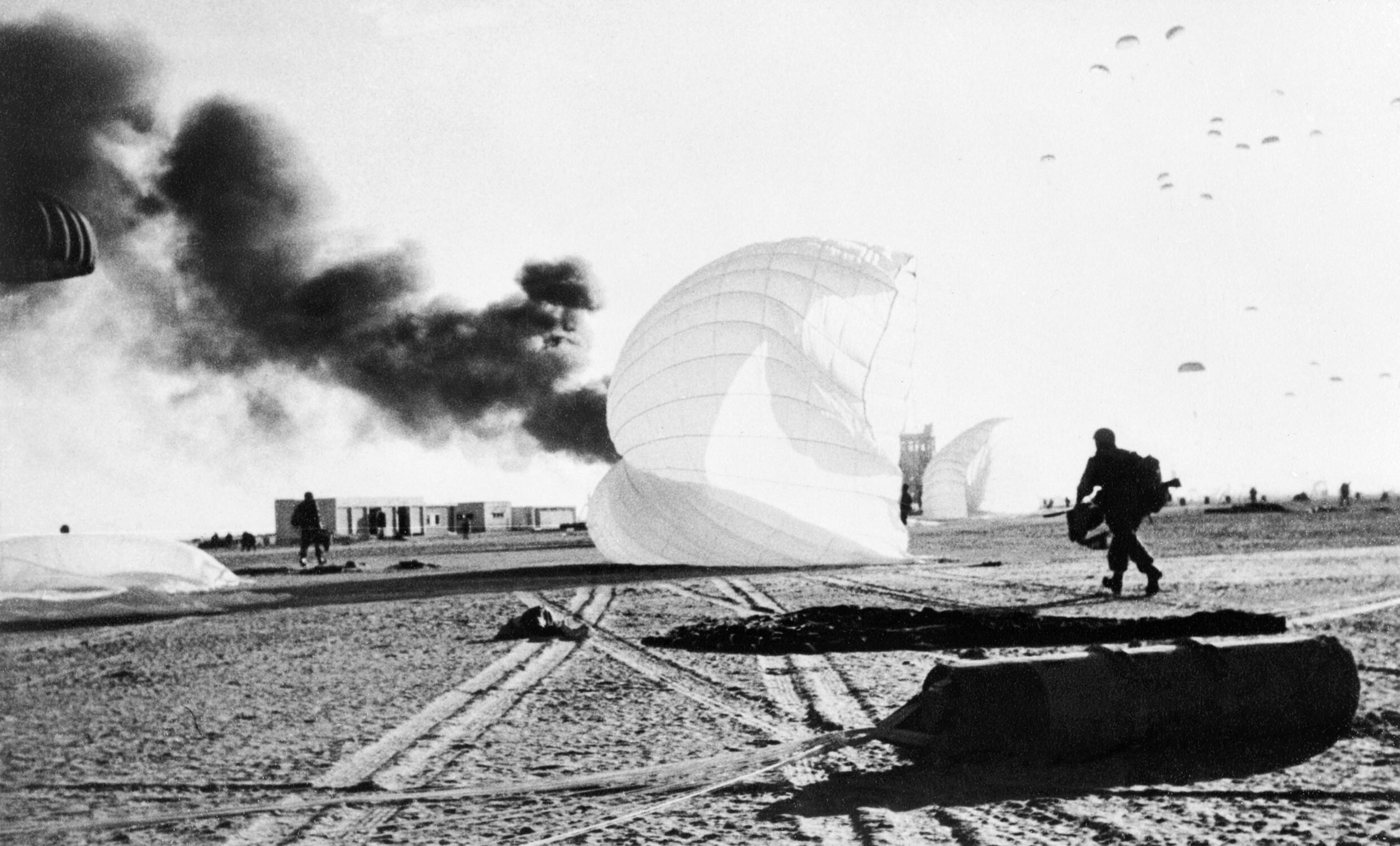
Atterrissage à El Gamil, Suez de 1956.

La 1re division aéroportée est dissoute dès novembre 1945. La 6e division est quant à elle envoyée en Palestine pour effectuer du maintien de l’ordre. Les réorganisations se succèdent dans les années suivantes et il ne subsiste au début de l’année 1948 que les 1re et 2e brigades. La division elle-même est dissoute en juillet 1948, ne laissant subsister que la 2e brigade, qui en a été détaché et envoyé en Allemagne en février ; cette dernière prend alors le nom de 16th Independant Para Brigade Group.
Dans les décennies qui suivent, les troupes parachutistes sont affectées au maintien de l’ordre et à la lutte contre les groupes rebelles aux quatre coins de l’Empire britannique : en Égypte entre 1951 et 1954 puis à Chypre contre l’EOKA de 1956 à 1958. Parallèlement, quelques éléments envoyés en Malaisie aux côtés du SAS et un bataillon sécurise l'aérodrome de Port-Saïd lors de la Crise de Suez. En cette occasion le manque de matériel adapté limite la capacité des parachutistes à se déployer efficacement. En particulier, l’absence d’avions de transport spécialisés les empêche de larguer plus d’un bataillon et les oblige à utiliser des jeeps de la Seconde Guerre mondiale, au lieu des nouveaux Austin Champ, non transportables par les moyens à disposition.

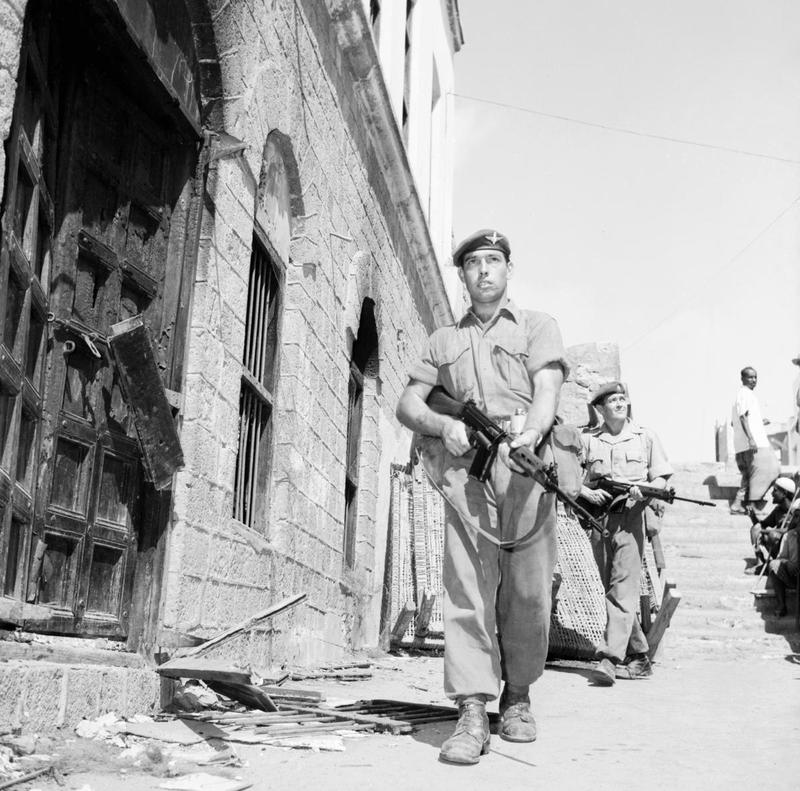
Patrouille à pied par le 1er Bataillon au Yémen, 1956.

Après une première intervention en Jordanie à la demande du roi Hussein en 1958, un bataillon se rend en 1961 au Koweït, également à la demande du dirigeant local, afin d’assurer la sécurité du pays contre une éventuelle invasion de celui-ci par l’Irak. Dans les deux cas, il n’y a aucun combat, la simple présence des troupes britanniques étant suffisante pour ramener l’ordre. Il n’en est pas de même au Yémen, où les parachutistes sont engagés dans des combats féroces contre la tribu Quteibi en 1964, puis une nouvelle fois lors du retrait des Britanniques en 1967. Au même moment que les premiers troubles a Yémen, le 2e bataillon doit intervenir Singapour, face à la menace d'une invasion par le Président Indonésien Sukarno, mais seules quelques escarmouches ont lieu avec les indonésiens. En 1968 toutefois, dans un contexte de réductions budgétaires la brigade est amputée de son 3e bataillon.
C’est pendant cette période que débute également en Irlande du Nord la plus longue opération de maintien de l’ordre dans laquelle ont été engagés les parachutistes. L’événement le plus marquant en est le massacre du Bloody Sunday, le 30 janvier 1972, pendant lequel des parachutistes assassinent treize personnes et en blessent quinze autres, principalement des adolescents, à la suite d’échauffourées ayant eu lieu pendant une manifestation non autorisée. L’enquête initiale blanchit les parachutistes, mais la révision effectuée en 2010 établi qu’ils ont ouvert le feu sans sommation sur une foule désarmée et ont par la suite mentit sur le déroulement des événements,. Cet événement fait du régiment l’une des cibles privilégiée de PIRA, qui tue en représailles seize parachutistes le 27 août 1972 lors d’une double embuscade à Warrenpoint. Par la suite, les parachutistes ne sont plus déployés dans les zones urbaines mais cantonnés à des patrouilles le long de la frontière avec l’Irlande. Au total, entre 1971 et 1996, cinquante-et-un hommes du Régiment de parachutistes sont morts dans le cadre de ce conflit.
Les restrictions budgétaires et la mauvaise réputation des parachutistes à la suite des événements irlandais conduisent à la dissolution de la 16th Parachute Brigade le 31 mars 1977. Trois bataillons sont préservés, mais un seul à la fois a le rôle d’unité aéroportée, les autres étant utilisés en tant qu’infanterie classique, et toutes les unités de soutien disparaissent. Le gouvernement revient partiellement en arrière en 1980 en attribuant le rôle aéroporté à un deuxième bataillon. Les réorganisations des années suivantes amènent les 2e et 3e bataillons parachutistes à être regroupés dans la 5e brigade d’infanterie avec quelques autres éléments aéroportés comme le 9e escadron parachutiste des Royal Engineers et la 29e batterie du 4e régiment du Royal Artillery.

### Guerre Des Malouines (1982)

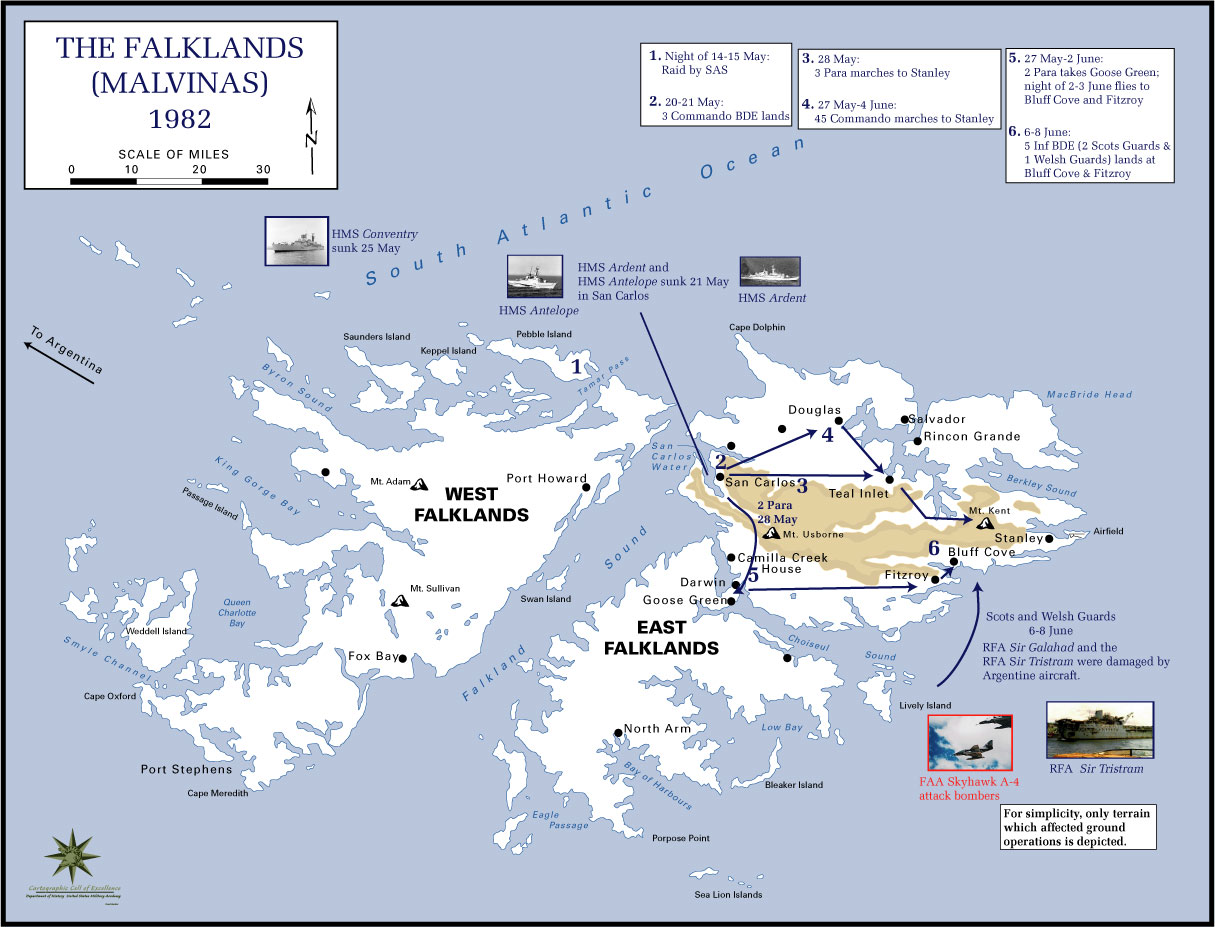
Campagne des Malouines en 1982.

Le 2 avril 1982, la Guerre des Malouines commence lorsque les forces argentines envahissent les îles Malouines et la Géorgie du Sud. À cette date, c’est le 3e bataillon qui est chargé de la réaction rapide aux crises. Placé sous le commandement de la 3e brigade commando des Royal Marines, le bataillon embarque le 9 avril sur le SS Canberra. Le 2e bataillon et d’autres éléments aéroportés comme la 29e batterie et une troupe aéroportée du Royal Army Medical Corps quittent à leur tour le Royaume-Uni sur le MV Nordland le 26 avril.
Le 2e bataillon est la première grande unité à mettre le pied aux Falklands lors du débarquement du 21 mai et sécurise dans les jours suivants une tête de pont avec l’aide du 3e bataillon. Le 2e bataillon descend ensuite vers le sud et affronte les Argentins à la bataille de Goose Green le 28 mai 1982. Malgré l’absence presque complète de soutien, les parachutistes parviennent à s’emparer de l’aérodrome et à capturer environ mille soldats argentins, au prix de seulement quinze morts et trente blessés. Entre le 11 et 14 juin les deux bataillons participent à l’assaut final sur Port Stanley, amenant à la capitulation des Argentins le 14 juin.
Les bons résultats obtenus par les parchutistes pendant la guerer amènent le gouvernement britannique à reconsidérer la place de l’élément aéroporté dans l’armée. Cela conduit à la recréation en octobre 1983 d’une brigade aéroportée par la conversion de la 5e brigade d’infanterie en unité aéroportée.

### Interventions internationales (1999-2006)

#### Balkans
Les Paras britanniques participent à la Guerre du Kosovo dans le cadre de l'opération Allied Force de l'OTAN.
En août 2001, le 2e Bataillon prend part à l'intervention de l'OTAN en République de Macédoine (Opération Essential Harvest) pour désarmer les rebelles de l'Armée de Libération Nationale.

#### Sierra Leone

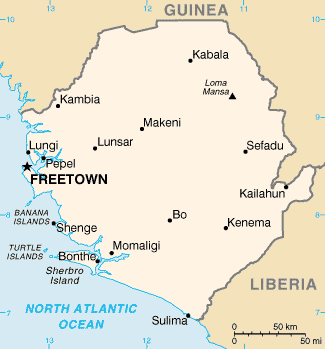
Carte du Sierra Leone

La guerre civile sierra-léonaise a lieu de 1991 à 2002. À la suite d'une prise d'otages par le Revolutionary United Front, l'opération Palliser est lancée en mai 2000 afin de permettre l'évacuation des ressortissants de l'Union européenne ou du Commonwealth.

#### Irak

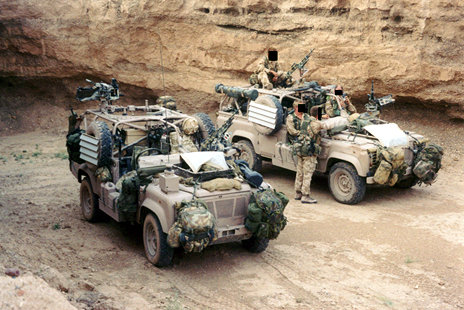
Peloton de véhicules juste avant l'invasion de l'Irak.

Les Paras britanniques participent à l'invasion de l'Irak en mars 2003.

#### Afghanistan

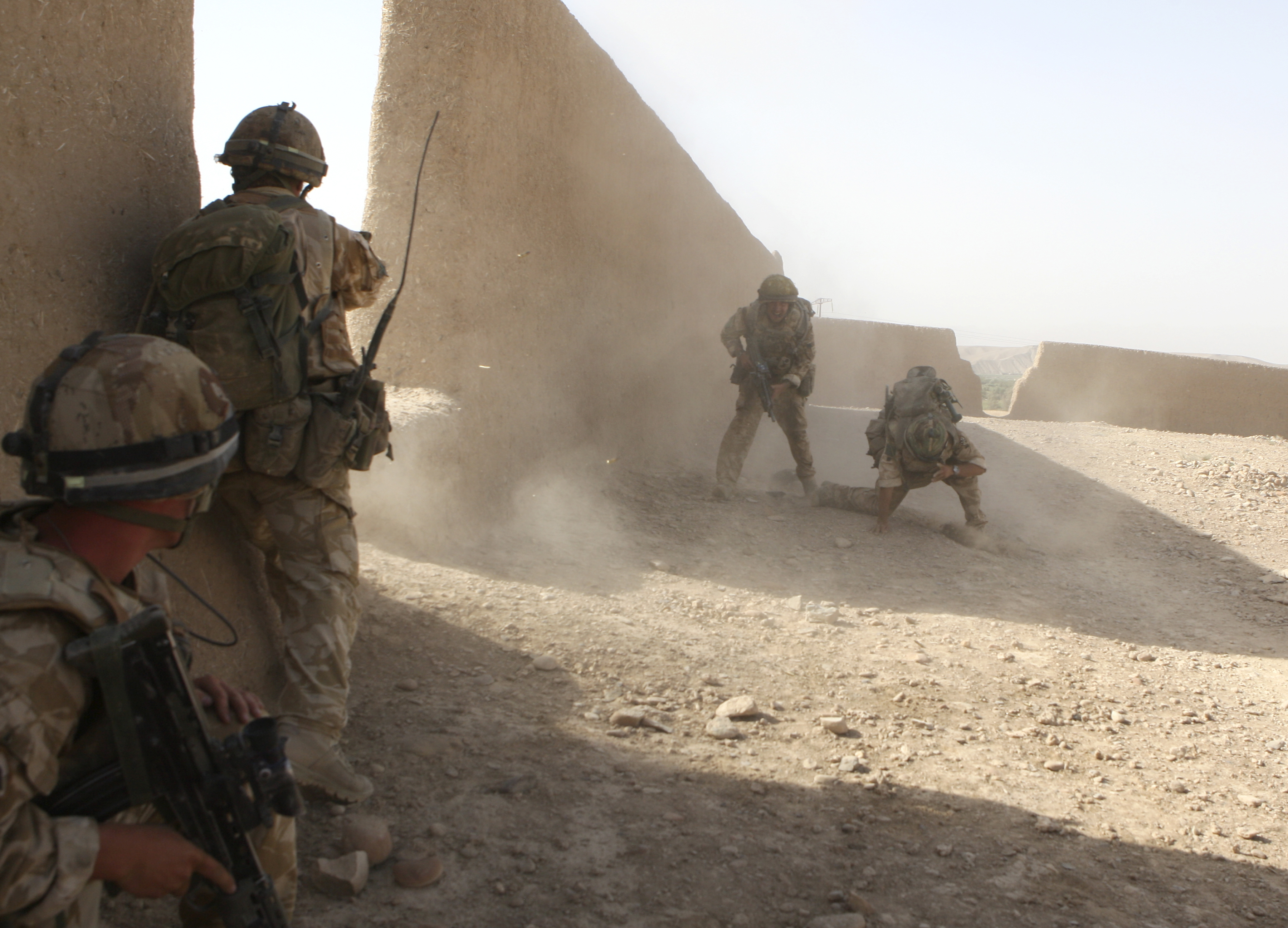
Combattants dans la Province de Helmand, en Afghanistan

En mai 2006, le 3e bataillon est envoyé en Afghanistan dans la Province de Helmand en tant que composante de l'International Security Assistance Force.

## Organisation

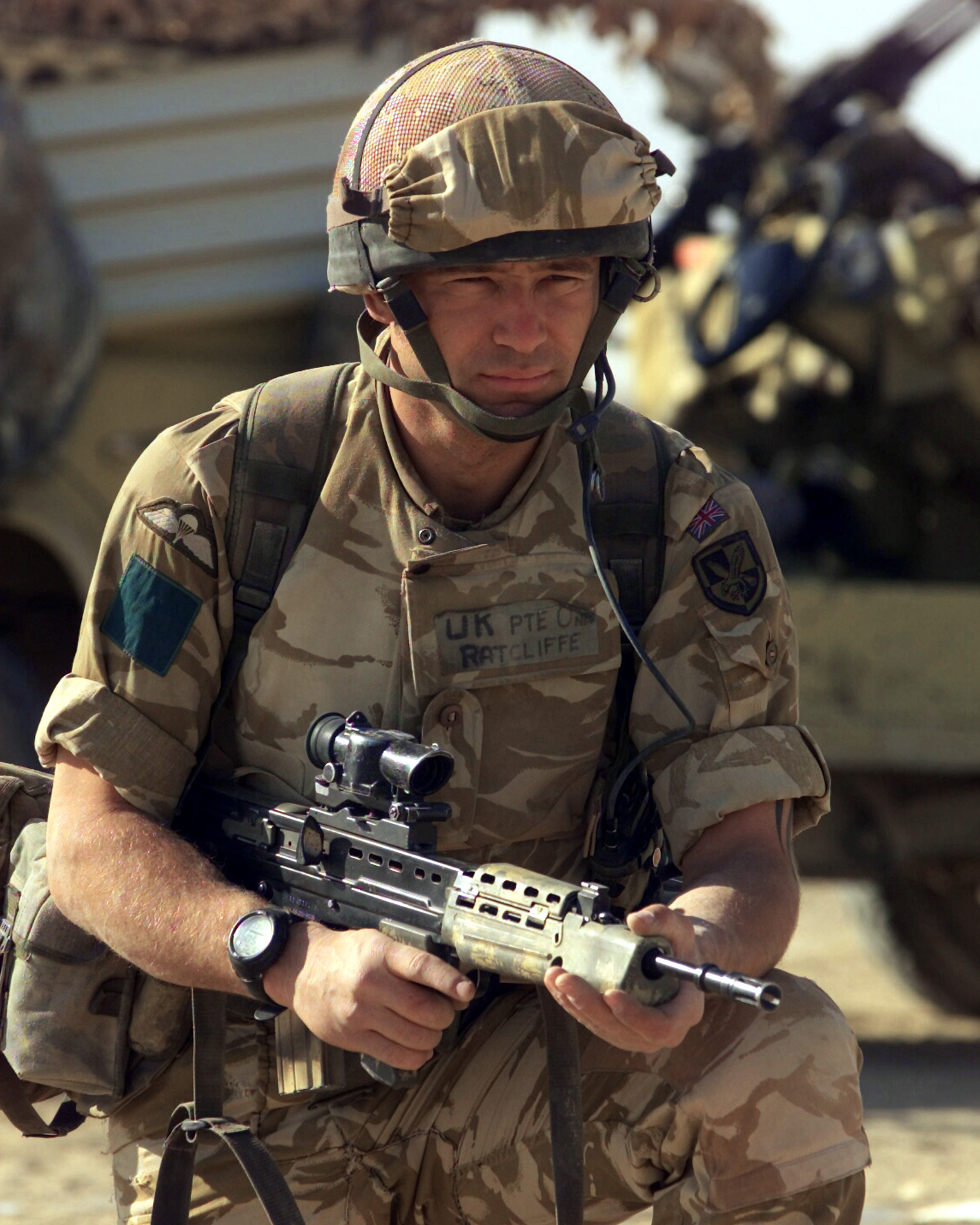
Un soldat du 3e Bataillon en Irak en 2003, armé d'un L85A2

Le Régiment de parachutistes se compose de trois bataillons réguliers, et un quatrième bataillon de réserve. Le 1er est basé à St Athan, au pays de Galles, et est rattaché de façon permanente aux forces spéciales, au sein du Special Forces Support Group et reçoit une formation poussée en matériel de communication, armes spéciales et compétences d'assaut. Tous les hommes du régiment parachutistes peuvent être appelés par rotation à servir avec les forces spéciales, afin que les connaissances acquises soient maintenues dans les deux autres bataillons. Les 2e et 3e bataillons sont rattachés à la 16 Air Assault Brigade basée à Colchester,, Le 4e Bataillon a son siège à Pudsey et les réservistes travaillent dans des entreprises à Glasgow, Liverpool et Londres.

### Sélection
Les volontaires suivent trois jours de tests physiques à Catterick puis 30 semaines de formation avec le 2e bataillon d'infanterie à Catterick,.
Les recrues doivent passer une série de tests d'endurance (P company), de condition physique et de travail en équipe. Ils effectuent ensuite huit tests de sélection pour le saut en parachute. En cas de succès, ils reçoivent le béret de couleur grenat, caractéristique des parachutistes.
Il faut être âgé de 16 à 33 ans pour intégrer le régiment, la limite d'âge étant repoussée à 40 ans pour y être réserviste. L'âge des candidats doit être compris entre 18 et 29 ans pour rejoindre l'unité en tant qu'officier,. Les femmes ont été autorisées à s'enrôler à partir de fin 2018.

### Formation au saut en parachute
Avant 1995, les sauts avaient lieu depuis des ballons mais depuis cette date ils doivent avoir lieu d'un appareil à moteur, souvent le Short Skyvan. Un minimum de cinq sauts doit être réalisé, dont au moins deux d'un Lockheed C-130 Hercules. Cette formation donne droit au port de l'insigne parachutiste.
La dernière fois qu'un bataillon entier a été parachuté remonte à 1956, mais cette méthode est toujours enseignée.

## Équipement

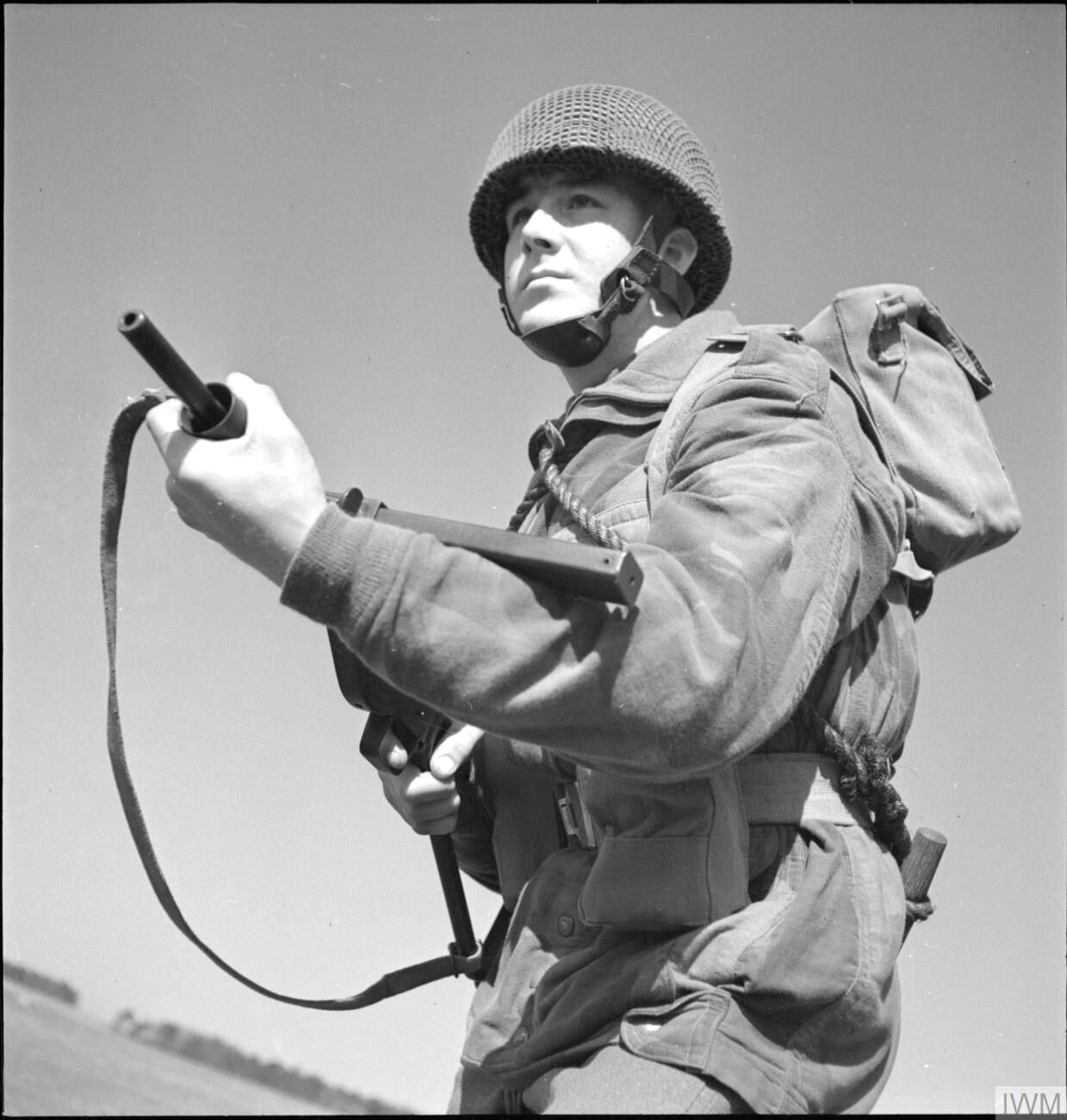
Un parachutiste photographié en 1943 : il est armé avec une Sten et porte le casque d'acier des troupes parachutées.

La couleur rouge grenat du béret est l'apanage des forces parachutées. À partir de mai 1943, l'écusson est ajouté sur le béret. Les ailes sont portées sur l'épaule droite au-dessus de Bellérophon chevauchant Pégase,. En opération, les forces portent le caque en acier au lieu du classique casque Brodie. Initialement équipés d'un uniforme inspiré du Fallschirmjäger, les parachutistes reçoivent à partir de 1942 les premières tenues camouflées britanniques. En 1943 une veste verte sans manche est fournie pour être portée lors des parachutages. Les parachutistes ne disposaient pas, lors de la Seconde guerre mondiale, de parachute de secours car le War Office considérait que cela revenait à gaspiller 60 livres.
L'armement des unités aéroportées britanniques ne diffèrait pas, lors du second conflit mondial, de celui de l'infanterie : fusil à verrou Lee–Enfield et pistolet Webley ou M1911. Selon le théâtre d'opération, les mitraillettes étaient des Sten ou bien des Thompson en Afrique du Nord et Méditerranée. Chaque section disposait d'une mitrailleuse légère BREN et chaque peloton d'un mortier léger. Les seules armes lourdes d'un bataillon sont trois mortiers de 81, quatre mitrailleuses Vickers et après 1943 dix PIAT antichars.